# Teuscheria elegans
Teuscheria elegans là một loài thực vật có hoa trong họ Lan. Loài này được Garay miêu tả khoa học đầu tiên năm 1970.